# Edizioni Tomasina
Edizioni Tomasina è stata una casa editrice di fumetti attiva in Italia dal 1945 al 1968 e particolarmente attiva negli anni cinquanta soprattutto nell'ambito dei fumetti a strisce dedicati al mondo adolescenziale. Ha pubblicato serie a fumetti di genere avventuroso come Akim.

## Catalogo
- Albi dell'Intrepidezza (1946-1955; 232 numeri)[1]
- Albi Forza e Coraggio (1946-1947; 310 numeri)[2]
- Albi Super (1947)[3]
- Albo Gioiello (1948-1968; 994 numeri)[4][5]
- Albo i Dinamici (1948-1955; 266 numeri)[6]
- Albo Scugnizzo (1949-1955; 315 numeri)[7]
- Albo Guizzo (1951-1957; 312 numeri)[8]
- Albo TRIS (1955; 12 numeri)[9]

## Personaggi dei fumetti
- Akim (1950)
- Dick Lepre
- Dix
- Falcon Wild
- Fulgor - il cavaliere del cielo
- Jezab il fenicio
- Jim West
- Jgor il gigante
- Kid Meteora (1949)
- Kocis (1953)
- Lazo Jim - Il boy-scout del west (1951)
- L'eroe della California
- Le avventure di Franca
- Mirko (1947)
- Nik - Il piccolo poliziotto (1954)
- Nik Skarter - Poliziotto per forza (1952)
- Pat - La mascotte della legione (1952)
- Pattuglia K (1953)
- Piccola Maschera (1952)
- Il piccolo capitano (1954)
- Il piccolo clown (1955)
- Il piccolo corsaro (1950)
- Il principe nero (1950)
- Pierino Atom (1948)
- Punto e Virgola (1955)
- Racà - L'eroe del 2000 (1953)
- Rajmù (1954)
- Rex - Lo sparviero del mare (1952)
- Sam Placid (1947)
- Lo sceicco bianco (1955)
- Schizzo (1952)
- Tanks l'uomo d'acciaio
- Gim Falco
- Un garibaldino nel west
- Scugnizzo (1949)
- Tabor - L'uomo della jungla (1954)
- Tanks (1945)[10][11]
- Tony Comet - Il figlio dello spazio (1954)
- Tornado Roi (1952)
- i 3 della «Stella Polare» (1956)
- Virgola (1953)